# Mączka kostna

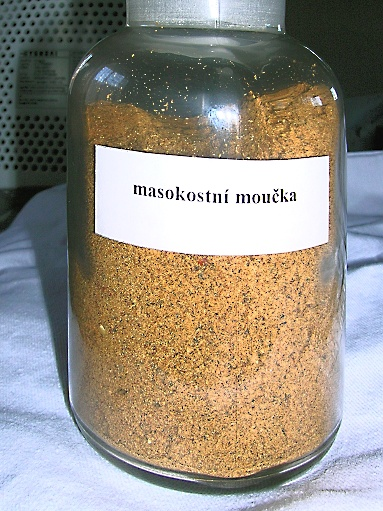
Mączka kostna

Mączka kostna – produkt przemysłu paszowego otrzymywany przez zmielenie kości i ich spreparowanie.

## Skład
Mączka kostna składa się z: 11% wody, 3 do 11% tłuszczu, 23-25% białka surowego i 48 - 50% popiołu. W popiele znajduje się 45% fosforanu wapnia.

## Zastosowanie
Mączki kostne można stosować w następujący sposób:
- jako dodatek do paszy treściwej - wpływa bardzo korzystnie na rozwój kośćca,
- jako wolno działający nawóz stosowany przed siewem na gleby kwaśne i torfowe,
- na łąki i pastwiska także pod rośliny długo pozostające na polu (np.: lucerna).

Mączki kostne można mieszać z siarczanem amonowym, solą potasowa lub kainitem, nie można mieszać z wapnem ani nawozami zawierającymi wapno palone.

## Podział
- mączka kostna odklejona - skład: 30% kwasu fosforowego i około 1% trudno przyswajalnego azotu[1].
- mączka kostna nieodklejona (bębnowa) - skład: 20-22% kwasu fosforowego i 4-5% trudno przyswajalnego azotu[1].